# Emily Browning
Emily Jane Browning (Melbourne, 7 december 1988) is een Australisch actrice.

## Biografie
Ondanks haar Amerikaanse accent, is Emily Browning geboren in de Australische stad Melbourne. Ze ging naar de Eltham High School waar ze in november 2006 afstudeerde.
Browning werd ontdekt tijdens een toneelstuk op haar school en kreeg niet veel later een rol in de televisiefilm The Echo of Thunder. Dat was in 1998. Al snel volgde een succesvolle carrière in Australië. Zo was ze in 2001 te zien in The Man Who Sued God.
In 2004 kwam haar wereldwijde doorbraak. Ze kreeg toen de rol van Violet Baudelaire in Lemony Snicket's A Series of Unfortunate Events. Vervolgens was  het lange tijd stil rond de actrice, maar in 2009 maakte ze een comeback met een hoofdrol in de horrorfilm The Uninvited (2009). Naar aanleiding van het succes werd ze aangesteld als Amanda Seyfrieds vervangster in de actiefilm Sucker Punch.

## Filmografie
- Bibsys: 11082434
- Biblioteca Nacional de España: XX1742413
- Bibliothèque nationale de France: cb16163016h (data)
- CiNii: DA18732767
- Gemeinsame Normdatei: 1021164763
- International Standard Name Identifier: 0000 0003 5560 3397
- Library of Congress Control Number: no2004042280
- MusicBrainz: 5358b552-626e-49ee-bc91-0def4ed1178b
- Nationale Bibliotheek van Tsjechië: xx0191134
- Nationale Bibliotheek van Israël: 987007432057205171
- Nederlandse Thesaurus van Auteursnamen: 322570611
- Réseau des bibliothèques de Suisse occidentale: 02-A024546866
- Système universitaire de documentation: 161162517
- Virtual International Authority File: 103230461
- WorldCat: E39PBJmTrCvWymr3XGvqtgcgKd